# Kreitenmolen
De Kreitenmolen was een molen in het dorp Udenhout. In het vroegmodern Nederlands werd de molen Creyton, Creijtenmolen en Kreijttemolen genoemd.

## Geschiedenis
De Kreitenmolen werd in de 14e eeuw voor het eerst genoemd, als de Creijtenmolen.
In de nacht van 7 december 1856 brandde de molen af. Er heerste een hevige storm, waardoor de wieken te snel ronddraaiden en door de vang sloegen; door de wrijving is de molen in brand geraakt. Brandende stukken van de molen vielen op twee nabijgelegen boerderijen, die hierdoor ook verwoest werden.
Na de brand werd de molen in 1857 herbouwd aan de Kreitenmolenstraat, met de naam De Hoop. De molen stond oorspronkelijk nabij de Kreitenhei. Vanaf 1918 werd de molen gebruikt door een meelbedrijf. In 1934 werd de molen uitgebreid met een graanpakhuis. Rond 1942 werd de molen gesloopt om ruimte te maken voor meelfabriek De Voorzorg.